# Ivonaldo Viegas
Ivonaldo Viegas Dias Mendes (* 5. Mai 1993 in Trindade), auch in der Schreibweise Ivonaldo Viegas oder kurz Ivonaldo, ist ein são-toméischer Fußballspieler auf der Position eines Innenverteidigers. Er ist beim SC Praia Cruz auf São Tomé und in der Fußballnationalmannschaft von São Tomé und Príncipe aktiv.

## Karriere

### Verein
Seine Vereinskarriere begann Ivonaldo in seiner são-toméischen Heimat, wo er ab dem Jahr 2013 im Kader des Erstligisten SC Praia Cruz aus São Tomé stand. Hier gewann er, an der Seite von Staydner Veloso, Joazhifel Soares und Zé Varela, bereits in seiner Debütsaison für den Verein die Nationale Meisterschaft. Während die Mannschaft um Ivonaldo im Taça Nacional bereits im Viertelfinale am späteren Pokalsieger UD Rei Amador mit 2:1 scheiterte, gelang sowohl im Finale des Supertaça Nacional als auch im Finale des Taça da Independência gegen selbigen Gegner im Elfmeterschießen der Titelgewinn. Ein Jahr später platzierte er sich mit der Mannschaft als Vizemeister, schied aber sowohl im Nationalen Pokal, im Halbfinale gegen UD Rei Amador (1:1 5:4 i. E.), und im Taça da Independência, in der ersten Runde gegen Aliança Nacional (2:1), aus. In der Saison 2015 gelang ihm mit dem Verein das Triple aus Meisterschaft, Nationalem Pokal (6:2 gegen FC Porto Real) und Supertaça Nacional (2:1 ebenfalls gegen FC Porto Real). Die são-toméische Meisterschaft konnte auch ein Jahr später erfolgreich verteidigt werden. Am Ende der Saison verließ er erstmals seinen Stammverein und wechselte innerhalb der Liga zum Konkurrenten UD Rei Amador. Hier gewann er bereits in seiner ersten Saison für den neuen Verein an der Seite von Jokceleny Fernandes, Vando Neto und Joazhifel Soares das Double aus Meisterschaft und Taça Nacional. Im Finale um den Supercup 2017 unterlag die Mannschaft um Ivonaldo jedoch der Auswahl von FC Porto Real mit 4:2 i. E. Auch im zweiten Jahr im Kader von UD Rei Amador gewann er die Meisterschaft und den Supertaça Nacional, unterlag jedoch im Finale um den Taça Nacional der Mannschaft FC Porto Real von der Insel Príncipe mit 1:2. In den Jahren 2019 und 2020 konnte er mit der Mannschaft an diese Erfolge nicht mehr anknüpfen. Zur Saison 2021 wechselte Ivonaldo innerhalb der Liga und kehrte zu seinen Stammverein SC Praia Cruz zurück. Auch hier konnte er nicht mehr an frühere Erfolge mit der Mannschaft anknüpfen und belegte nur einen Platz im unteren Tabellenbereich. Auch in der aktuellen Saison (Stand: August 2023) liegt die Mannschaft auf einen Abstiegsplatz und schied bereits in der zweiten Runde des Taça Nacional, mit 1:4 deutlich gegen den Trindade FC, aus.

### Nationalmannschaft
Sein Debüt für die Fußballnationalmannschaft von São Tomé und Príncipe gab Ivonaldo am 17. Mai 2014, im Rahmen der Qualifikation zur Afrikameisterschaft 2015 unter Trainer Gustave Nyoumba, gegen die Auswahl von Benin (0:2). Er nahm an Qualifikationsspielen zur Fußball-Weltmeisterschaft (2018, 2022) und der Afrikameisterschaft (2015, 2017, 2019, 2022, 2024) teil, konnte sich jedoch mit der Mannschaft nicht für die jeweilige Endrunde qualifizieren. Zudem war er zusammen mit Joazhifel Soares, Zé Varela und Jokceleny Fernandes, Teilnehmer an der Qualifikation zur Afrikanischen Nationenmeisterschaft 2018, schied mit der Mannschaft jedoch mit 4:0 nach Hin- und Rückspiel in der dritten Runde gegen Kamerun aus. Sein bisher letzter Einsatz im Trikot der Falcões e Papagaios absolvierte Ivonaldo am 26. März 2023, im Rahmen der Qualifikation zur Afrikameisterschaft 2024, gegen die Auswahl von Sierra Leone (0:2).

### Erfolge
São-toméischer Meister (5): 2013, 2015, 2016, 2017, 2018

São-toméischer Pokalsieger (1): 2017

São-toméischer Supercup (3): 2013, 2015, 2018

Taça da Independência (2): 2013, 2015